# Burnaby (ancienne circonscription fédérale)
Pour les articles homonymes, voir Burnaby (homonymie).
Burnaby est une ancienne circonscription électorale fédérale de la Colombie-Britannique, représentée de 1979 à 1988.
La circonscription de Burnaby a été créée en 1976 avec des parties de Burnaby—Richmond—Delta, Burnaby—Seymour et New Westminster. Abolie en 1987, elle fut redistribuée parmi Burnaby—Kingsway et New Westminster—Burnaby.

## Géographie
En 1987, la circonscription de Burnaby comprenait:
- Une partie de la municipalité de Burnaby délimitée par la voie ferrée du Canadien National, l'avenue Sperling, la rue Hastings, la promenade Inlet, la rue Pandora et l'avenue Phillips

## Députés
1. 1979-1984 — Svend Robinson, NPD

- NPD = Nouveau Parti démocratique